# Wereldkampioenschap schaken 2000 ('klassiek')

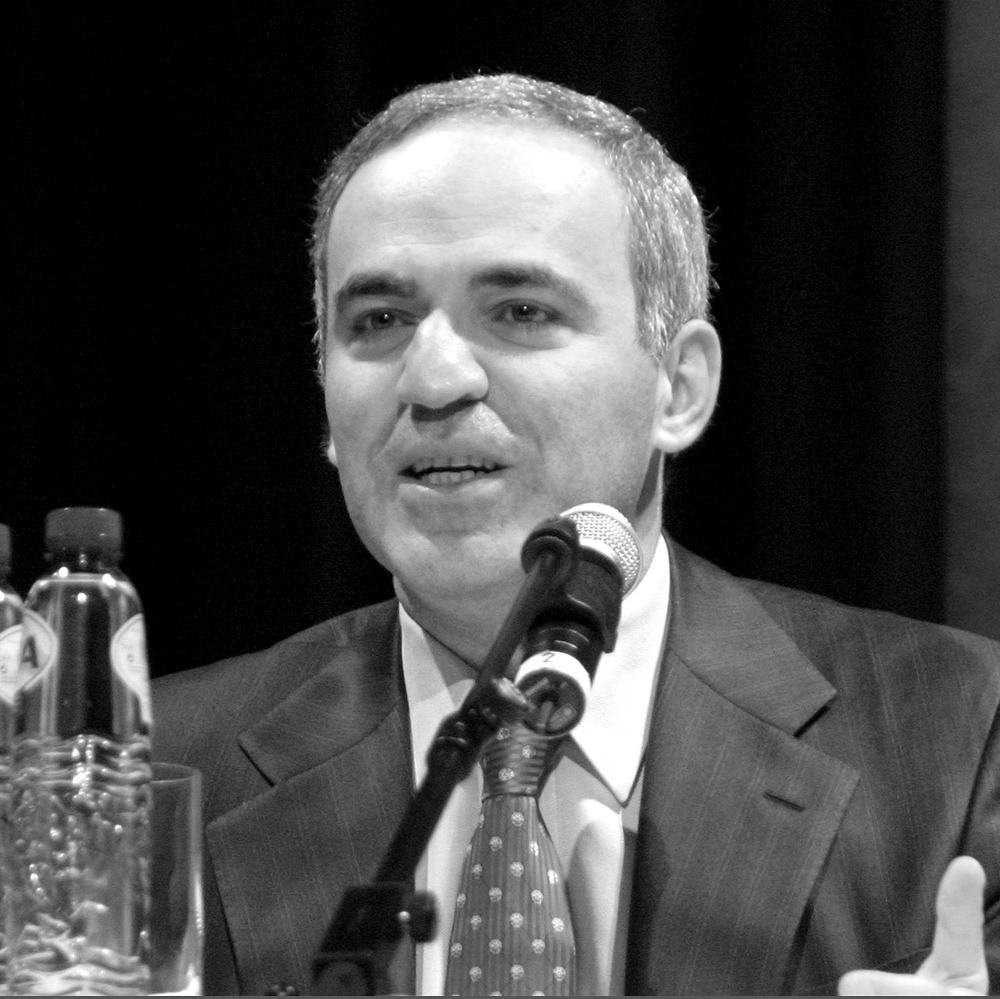
Garri Kasparov

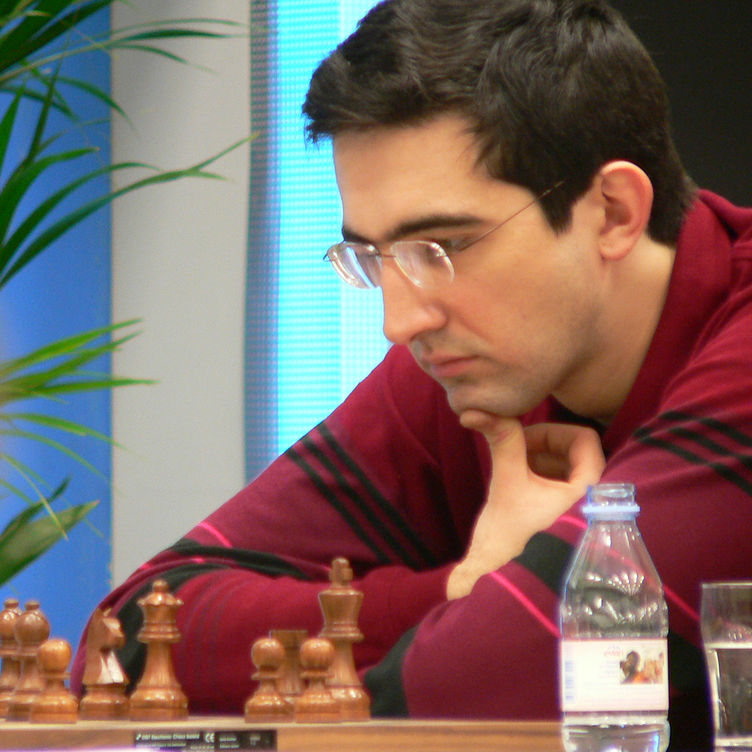
Vladimir Kramnik

Het wereldkampioenschap schaken 2000 ('klassiek') bestond uit een match tussen Garri Kasparov en Vladimir Kramnik, die werd verspeeld in Londen van 8 oktober tot en met 2 november 2000. De eindstand was 8½ - 6½ in het voordeel van Kramnik, waarmee hij de titel veroverde.

## Het 'klassieke' wereldkampioenschap
Het betrof hier niet het officiële, door de FIDE georganiseerde wereldkampioenschap, maar het 'klassieke' wereldkampioenschap. Deze aparte 'lijn' van wereldkampioenschappen was ontstaan nadat Garri Kasparov en Nigel Short in 1993 hun match om het wereldkampioenschap buiten de FIDE om organiseerden.
De organisatie die ze daarvoor op hadden gezet, de PCA organiseerde in 1993 een match tussen Kasparov en Short, die Kasparov makkelijk won. De PCA organiseerde daarna een kandidatencyclus die uiteindelijk Viswanathan Anand als uitdager opleverde. In 1995 wist Kasparov Anand te verslaan en daarmee zijn titel te behouden.

## Kramnik uitdager
De PCA verdween daarna van het toneel en er werd geen nieuwe cyclus gehouden. Er werd wel een match georganiseerd tussen Kramnik en Alexei Shirov. De winnaar zou tegen Kasparov spelen. De match werd in 1998 in Cazorla gehouden en door Shirov gewonnen. De tweekamp Kasparov - Shirov kwam echter niet van de grond. Kasparov nodigde daarop Anand uit een match te spelen, maar die wenste trouw te blijven aan de FIDE. Kasparov nodigde daarna Kramnik uit voor een tweekamp om 'zijn' wereldtitel.

## Tweekamp
Het scoreverloop in de tweekamp was:
|          | 1 | 2 | 3 | 4 | 5 | 6 | 7 | 8 | 9 | 10 | 11 | 12 | 13 | 14 | 15 | Totaal |
| -------- | - | - | - | - | - | - | - | - | - | -- | -- | -- | -- | -- | -- | ------ |
| Kasparov | ½ | 0 | ½ | ½ | ½ | ½ | ½ | ½ | ½ | 0  | ½  | ½  | ½  | ½  | ½  | 6½     |
| Kramnik  | ½ | 1 | ½ | ½ | ½ | ½ | ½ | ½ | ½ | 1  | ½  | ½  | ½  | ½  | ½  | 8½     |